# Talos (Gattung)
Talos ist eine Gattung von theropoden Dinosauriern aus der Gruppe der Troodontidae. Bisher ist ein einziges, fragmentarisches Skelett bekannt, das aus der Kaiparowits-Formation im Süden des US-Staates Utah stammt und auf die Oberkreide (Oberes Campanium) datiert wird. Der Fund, der vor allem aus dem Becken und den Hinterbeinen besteht, repräsentiert einen der vollständigsten Troodontiden-Funde aus Nordamerika. Die einzige Art ist Talos sampsoni.
Die Erstbeschreibung erfolgte im September 2011 durch Forscher um Lindsay Zanno in der Fachzeitschrift Plos One Biology. Damit stellt dies die erste wissenschaftliche Gattungs-Neubenennung eines nordamerikanischen Troodontiden seit 75 Jahren dar. Die Gattung wurde nach Talos benannt, einem bronzenen Riesen der griechischen Mythologie. Talos ist gleichzeitig eine Anspielung auf das englische Wort talon („stark gekrümmte Klaue“). Der zweite Teil des Artnamens, sampsoni, ehrt Scott D. Sampson, Paläontologe am Naturkundemuseum Utah und Organisator des Forschungsprojekts zur Erforschung der Kaiparowits-Formation.

## Merkmale

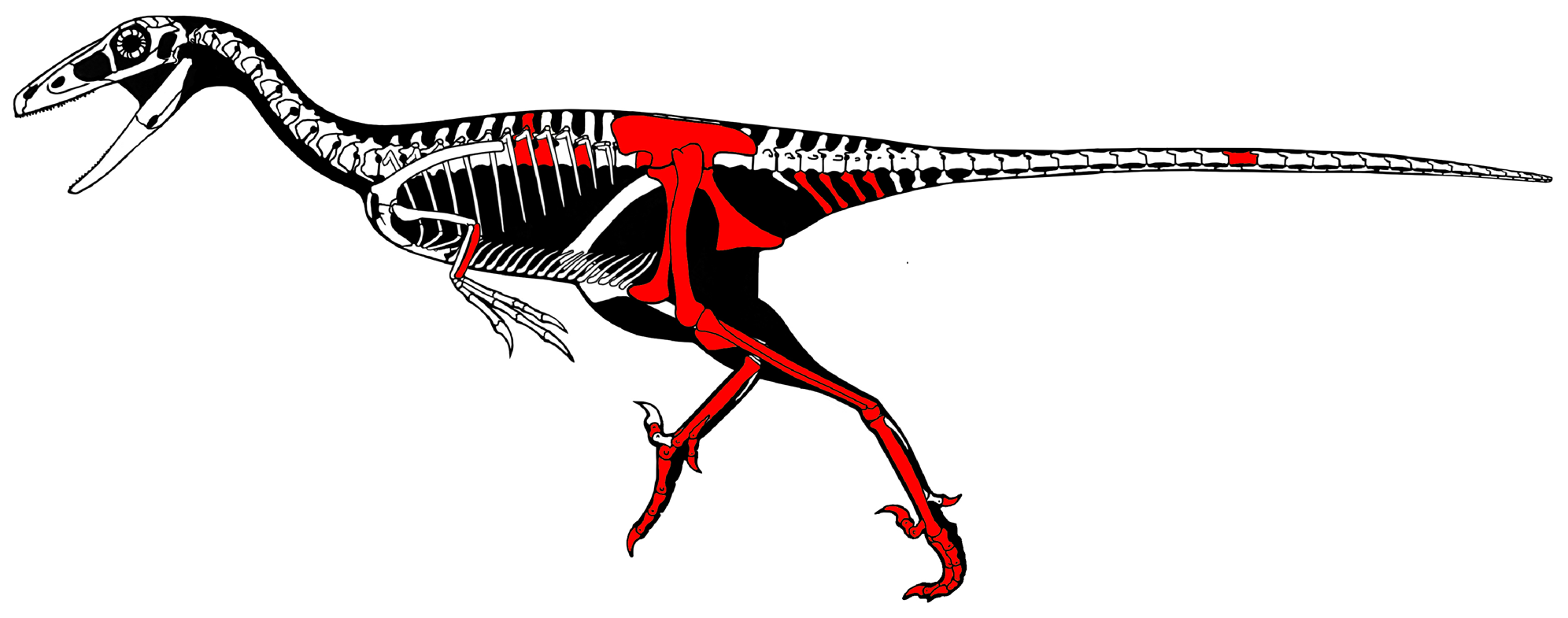
Skelett-Rekonstruktion von Talos sampsoni (Illustration: Scott Hartman); bisher gefundene Knochenteile in rot. Aus Zanno et al. 2011.

Das einzige Exemplar wird auf eine Körperlänge von zwei Metern und eine Höhe von etwa 60 Zentimeter geschätzt, das Gewicht auf etwa 38 Kilogramm. Somit war diese Gattung deutlich kleiner als der zeitgenössische verwandte Troodon. Federn sind nicht überliefert; da Federn jedoch bei verwandten Gattungen nachgewiesen wurden, wird angenommen, dass auch Talos ein Federkleid trug. Wie bei verwandten Gattungen befand sich an der zweiten Zehe des Fußes eine stark gekrümmte und vergrößerte „Sichelkralle“. Beim gefundenen Skelett zeigte das erste Zehenglied der zweiten Zehe deutliche Anzeichen einer Verletzung zu Lebzeiten des Tieres, die mit einer Entzündung und einer Wiederverheilung einhergegangen ist. Die Tatsache, dass die Verletzung erfolgreich verheilt ist (über einen längeren Zeitraum), wird dahingehend interpretiert, dass die zweite Zehe für die Fortbewegung des Tieres nicht essentiell war. Diese Vermutung wird durch fossile Fußspuren unterstützt, die zeigen, dass die zweite Zehe der Troodontiden beim Laufen über dem Boden gehalten wurde – die Tiere waren also funktional zweizehig.